# Adult contemporary
Adult contemporary или Adult contemporary music (эдалт контемпорари; с англ. — «современная музыка для взрослых») — формат вещания радиостанций, рассчитанный на аудиторию 25—45 лет, этот формат музыки имеет хорошую ротацию на радиостанциях, так как ориентирован на эту наиболее ценную для рекламодателей возрастную категорию. 
Adult contemporary является обширным стилем популярной музыки, который сформировался в начале 1960-х годов.
Вокальная основа AC — в основном баллады с различной степенью влияния рока (за исключением подростковой поп-музыки, хип-хопа, хард-рока, ритм-н-блюза, ориентированного на молодёжь, и ритмичных танцевальных композиций (хотя с 2000-х годов некоторые из них начали относить к AC)). Также AC включает в себя мейнстримовые радиопостановки, которые предназначены для более взрослой аудитории.
На протяжении многих лет существования AC породил несколько поджанров: «Hot AC», «Soft AC» (также известен как «AC Lite»), «Urban AC», «Rhythmic AC», «Smooth AC» (то есть Smooth Jazz), и «Christian AC» (Contemporary Christian music). 
Некоторые радиостанции играют только «Hot AC», некоторые играют только «Soft AC», а некоторые играют другие поджанры. Таким образом, AC, как правило, не рассматривается как конкретный музыкальный жанр, так как это всего лишь собрание избранных треков музыкантов из разных жанров для аудитории людей возрастом 20—45 лет.

## Музыканты Soft Adult Contemporary
Этот список включает в себя музыкантов главным образом из США, творчество которых можно отнести к стилю soft adult contemporary.
- Шакира
- Кристина Агилера
- Элтон Джон
- Селин Дион
- Энрике Иглесиас
- Род Стюарт
- Джон Мейер
- Билли Джоэл
- Matchbox Twenty
- Fleetwood Mac
- Дэвид Боуи
- Фил Коллинз
- Энни Леннокс
- Мадонна
- Chicago
- Journey
- Шерил Кроу
- Фейт Хилл
- Марайя Кэри
- Мишель Бранч
- Леона Льюис
- Крис де Бург
- Келли Кларксон
- Эми Уайнхаус
- Андреа Бочелли
- Джош Гробан
- Сара Брайтман
- Commodores
- Паутер, Дэниел
- Bee Gees
- Майкл Бубле
- Стиви Уандер
- Брайан Макнайт
- Джуэл
- Simply Red
- Carpenters
- Dave Matthews Band
- Эрос Рамацотти
- Тори Эймос
- Дайдо
- Mike + The Mechanics